# Banda Max Rebo
La Banda Max Rebo es una banda de música del universo ficticio de Star Wars. Esta banda se hizo muy popular, tocando tanto en los sitios más lujosos del planeta Coruscant como en los más funestos, como en el palacio de Jabba el Hutt en Tatooine.

## Miembros
- Max Rebo (ortolan) – instrumento de teclado y líder
- Greeata Jendowanian (rodiana) – corista
  - Cantaba junto con Lyn Me y Rystáll. Amaba la música, la cultura y el arte, todo lo contrario a su cultura Rodian donde el ser cazarrecompensas era un deporte.
- Joh Yowza (nativo de la luna de Endor) – corista y vocalista 
  - Era uno de los miembros más populares de la banda. Él y Sy Snootles eran los dos vocalistas, que eran acompañados por el gran coro de Rystáll, Greeata y Lyn Me.
- Doda Bodonawieedo (rodiano) – instrumento de viento
  - Tocaba junto con Barquin D'an y Droopy McCool.